# ست جون نيوزلاندا
St John New Zealand 
وهي منظمة خيرية تعمل على توفير الخدمات الصحية لعامة نيوزلاندا. توفر المنظمة خدمة سيارات الإسعاف عبر نيوزلاندا، كما تلعب دور متزايد في توسيع نطاق الصحة في المجتمع النيوزلاندي عبر ارقام الخدمات الصحية المقدمة.
أول فرع لست جون اوجد في كرايس شيرتش (كنيسة المسيح) في نيوزلاندا في 30 أبريل 1885
قرر من اجل تعيين المحافظ ويليام جيرفويز كرأيس، ومأمور كرايس شيرتش شارليز هالبرت، سدينهام ويليام وايت، وست البانز كنائب رئيس.
المزيد من الفروع انتشرت بشكل سريع في انحاء البلاد لتوفير الاسعافات الاولية ونقل المرضى وفي 1946 بسبب الجهود التي بذلتها المنظمة في الحرب العالمية الثانية في نيوزلاندا، تم ترفيع المنظمة إلى ديوان كامل مع الحاكم العام لنيوزلاندا كرئيس للمنظمة.
في الفترة ما بين 1970 و 1980 الكثير من الاصلاحات حدثت لتحسين الوضع البيئي والاجتماعي، للابتعاد عن البناء العسكري التقليدي ونتائجه في مجرى المنظمة المتطورة.
اليوم، ست جون نيوزلاندا هي أكبر مزود للخدمات الصحية في نيوزلاندا. المنظمة توفر 90% من الخدمات الطارئة وغير الطارئة لتغطي جميع مناطق نيوزلاندا، رعاية طارئة، واسعافات اولية في تجمعات عامة، تدعم خطوط الهاتف لكبار السن وملازمين المنازل، نقل المرضى من المستشفيات، تدريبات على الاسعافات الاولية العامة وعمل برامج شبابية.
الخدمات التي تقدمها:
1.  خدمة الإسعاف
توفر 90% من هذه الخدمة لسكان نيوزلاندا. المنطقة الوحيدة التي لا تقوم بتوفير الخدمة لها هي منطقة ويللينجتون والتي تقوم ويللينجتون فري امبلنس بتوفير هذه الخدمة. ست جون قامت ب 469,850 عملية نقل للمرضى مع نهاية 30\7\2017 , حضرت أكثر من 389,350 حادثة.
655 سيارة اسعاف تمر على 205 محطات لتغطي أكثر من 18 مليون كم في نفس الوقت.
2.  مركز اتصال لحالات الإسعاف
عندما يقوم شخص بالاتصال على 111 (رقم الطوارئ) من اجل اسعاف، تذهب المكالمة لواحدة من ثلاث من مراكز التحكم متواجدة في اوكلاند وويللينجتون وكرايس شيرتش
3.  اسعافات اولية
كواحدة من خدمات الإسعاف، ست جون تقوم بعمل محاضرات للتدريب على الاسعافات الاولية وادواتها ومؤنها وتطبيقات الهاتف المحمول التي تهتم بالاسعافات الاولية
4.  برامج شبابية
تساعد البرامج الشبابية التي تقدمها ست جون الشباب النيوزلاديين في تطوير مهارة الاسعافات الاولية لديهم، الرعاية الصحية، ومهارات الحياة لديهم.
وتكون هذه المشاريع مدعومة بالتبرعات فقط
5.  برامج مجتمعية
توفر منظمة ست جون مكوكات صحة، برامج شبابية، اصدقاء المستشفى، اصدقاء الهاتف، وعلاج الحيوانات الاليفة التي لا يمكن الوصول لها لتساعد الناس لجعل حياتهم أكثر استقلالية واخذ حاجتهم من التواصل الاجتماعي وتطوير حياتهم.
6.  مكوكات الصحة
وهي خدمة اجتماعية مجانية تنقل الحالات الطبية الضرورية والذين لديهم مواعيد صحية مسبقة وتعيدهم إلى منازلهم.
7.  متصلي الرعاية
وهي خدمة توفرها المنظمة من اجل الاشخاص الذين يسكنون لوحدهم أو يشعرون بالوحدة يقومون بالاتصال والتاكد ان الشخص بخير وهذه الخدمة مدعومة بالتبرعات كليا.